# 佐久間玲
佐久間玲（日语：／ Sakuma Rei，1965年1月5日—），日本女性配音員、演員、歌手、旁白。出身於東京都世田谷區。身高158cm。B型血。前夫同為配音員、演員、歌手水島裕。

## 簡介
原81 Produce所屬，2018年8月現在是個人事務所「（株）」代表。
本名佐久間玲子（さくま れいこ）。偶像歌手時期藝名佐久間麗、BOND企劃所屬，暱稱「子」。

## 來歷、人物
從小因為想當歌星，開始報名參加當紅歌唱節目《明星誕生！》（日本電視台綜藝節目），成功從第36屆預賽中獲勝。然後在決賽中雖然沒有受到經紀公司或唱片公司發掘，但獲得審査員頒發給她獎勵獎，並鼓勵再次前來挑戰（另一方面該屆最優秀獎的得主是河上幸惠）。後來，佐久間在第38屆的決賽中本來輸給同期出道的中森明菜，卻在此時得到了藝人養成學校的挖掘。1982年10月，佐久間以聽眾身分經過受訓之後，參加NHK音樂節目《Let's Go Young》正式進入演藝界。
1983年2月，佐久間的出道唱片經由德間音工（今德間日本傳播）發行。同時，她以《Let's Go Young》節目自家歌唱團體Sundays成員之一在節目中出演。
1985年，佐久間以電視動畫《夢幻之星的波坦諾斯》（玩具製作公司三麗鷗角色波坦諾斯當主角的作品，佐久間聲演的角色叫耳環）成為她的配音業界出道作。在那之後，佐久間大多為作品主角、女主角或主要角色進行配音。
興趣、特長：鋼琴、三味線、繪畫、手藝。

## 演出
粗體字表示主要角色。

### 電視動畫
1985年
- 夢幻之星的波坦諾斯（日语：夢の星のボタンノーズ）（耳環）

1986年
- 愛少女波麗安娜物語（莎蒂·狄恩）
- 機動戰士鋼彈ZZ（露琪娜）

1987年
- 愛的小婦人物語（艾美·馬區[9]）
- 甜蜜公主（ジェリー·ビーンズ）
- 超人B（日语：ウルトラB）
- 超能力魔美（花緒里、弘子）
- 宇宙船人馬座（日语：宇宙船サジタリウス）（米娜）

1988年
- 超能力魔美（明子）
- 極速悍將（日语：F (漫画)）（子）
- 美味大挑戰（花村典子、售貨員A、女A、客F）
- 城市獵人2（梓）
- 小公子西迪（凱薩琳）
- 麵包超人（1988年－，奶油妹妹、平吉〈初代〉、兔子〈第2代〉、〈第6代〉、百合小姐〈初代〉 等）

1989年
- 昆蟲物語 孤兒哈奇 (重製版)（羅莎）
- 麵包超人（〈第2代〉）
- 超時空遊俠（莎菈菈公主、小老虎）
- 衝鋒四驅郎（皇輪子）
- （／子）
- T.P.時光特警（莉姆·史托里姆）
- 魔動王（アーヤ）
- 少棒小魔投（梅樂蒂）
- 亂馬½、亂馬½ 熱鬥篇（珊璞（日语：シャンプー (らんま1/2)））

1990年
- 麵包超人（筆記簿弟弟〈初代〉）
- （奶油妹妹）
- 快樂的嚕嚕米一家（小不點（英语：Little My））
- 魔法天使甜蜜薄荷（日语：魔法のエンジェルスイートミント）（艾莉娜）
- 黑色推銷員（妻成耐子）

1991年
- 金魚注意報（[ぎょポ] 错误：{{Lang}}：無法辨識代碼 aj（帮助））
- 快樂的嚕嚕米一家（米姆拉的女兒）
- 我與我 兩個綠蒂（綠蒂·寇納）

1992年
- 美味大挑戰 究極對至高 長壽料理對決!!（花村典子）
- 超時空保姆（櫻井護士）
- 漫畫日本史（日语：まんが日本史 (NHK)）（靜御前）

1993年
- 美味大挑戰 日美米飯戰爭（花村典子）
- 熱血最強哥修羅（立花小夜子）
- 奇蹟☆女孩（大乘寺留美子）

1994年
- 蠟筆小新（姬子）
- 小小男子漢（明美）
- 哆啦A夢 (大山羨代版)（迷你哆啦）

1995年
- 愛天使傳說（瑪莉琳）
- 小紅豆（榊原陽子、西野薰的母親）
- 愛莉絲偵探局（愛莉絲）

1996年
- 聖誕節呦！哆啦A夢&哆啦A夢的超特別篇!!（チャウチャウ）

1997年
- （安土桃子）
- 白鯨傳說（日语：白鯨伝説）（莉莎）
- 神奇寶貝（櫻花）
- 名偵探柯南（吉野里美）

1998年
- 吸血姬美夕（君原霞）
- （索菲）
- 庫洛魔法使（光&闇卡片）
- 鋼鐵新世紀（日语：鉄コミュニケイション）（卡奈特的母親）
- 青澀之戀（槙原鶇）
- 太陽之子 (BS版)（席亞）
- 槍神Trigun（マリアンヌ·オーレルカイゼン）
- 炸彈人 彈珠人爆外傳（紅寶、的神明）

1999年
- 葛瑞哥來驚悚秀（日语：GREGORY HORROR SHOW）（天使犬／惡魔犬）
- 週刊故事樂園（日语：週刊ストーリーランド） 老婆婆系列（日语：謎の老婆）（少年 等）
- 淘氣二人組（日语：スージーちゃんとマービー）
- 六翼天使之聲（日语：セラフィムコール）（凛堂綾香）
- 炸彈人 彈珠人爆外傳V（紅寶[10]）
- 魔法使Tai！（深山瑞葉）
- 無限的未知（妮亞）
- （貓喵）

2000年
- 捍衛者（小野耀子）
- （FUMIKO TOKORO）
- 哈姆太郎（瑪拉、春名弘美）

2001年
- 週刊故事樂園 老婆婆系列（日语：謎の老婆）「產出的雞」（森島綠）
- 妙妙魔法屋（霞櫻女[11]、白樺麻里子、榊原留奈）
- 沙漠的海賊！隊長庫珀（日语：砂漠の海賊!キャプテンクッパ）（諾瑪）
- 七虹香電擊作戰（廉博士）
- 棋魂（塔矢明子）
- 神奇寶貝（莉莎）
- 名偵探柯南（笠間菊代）

2002年
- 盜賊王JING（雪莉[12]）
- 拜託了☆老師（江田島木葉、咪魯魯）
- 奇鋼仙女樓蘭（日语：奇鋼仙女ロウラン）（屍解仙女）
- 天地無用！GXP（柾木船穗）
- 神奇寶貝 Side Story（櫻花）

2003年
- 銀河天使 (第3期)（蕾貝卡）
- SPACE PIRATE CAPTAIN HERLOCK（日语：SPACE PIRATE CAPTAIN HERLOCK）（有紀螢）
- 冒險遊記Pluster World（族的婦人）

2004年
- 阿嘉莎·克莉絲蒂的名偵探白羅與瑪波（伊蒂絲）
- SD鋼彈FORCE（瑪格麗特市長）
- 怪醫黑傑克（律子）
- 名偵探柯南（椎名明子）
- MONSTER（芭芭拉）

2005年
- 我愛美樂蒂（美樂蒂）
- 玻璃假面 (2005年版)（水城冴子）
- 銀牙傳說WEED（櫻）
- 神奇寶貝超世代（櫻花）
- 雪之女王（海豹、奧妮絲）

2006年
- 幸運女神 各自的羽翼（佩歐絲）
- 我愛美樂蒂：轉轉旋律魔法牌（美樂蒂）
- 獸爪（日语：ケモノヅメ）（上月春美）
- 超級機器人大戰OG -Divine Wars-（日语：スーパーロボット大戦OG -ディバイン・ウォーズ-）（伊達雪子、小黑、菈妲·拜拉邦）
- Hello Kitty 蘋果森林之謎（日语：ハローキティ りんごの森シリーズ）
- 怪醫黑傑克21（莫琳·摩根）

2007年
- 幸運女神 戰鬥之翼（佩歐絲）
- 我愛美樂蒂：輕鬆舒暢♪（美樂蒂）
- 機神大戰（塔奇安娜·格里戈里耶夫）
- 麵包超人（DoReMi公主〈第3代〉）

2008年
- 我愛美樂蒂：Kirara★（美樂蒂）
- 今日大魔王！3（依茲拉）
- 骷髏13 (2008年版)（史泰菈）
- 高嶺的單車（螢子）
- 哆啦A夢 (水田山葵版)（ピゴモン）

2009年
- 料理偶像（柊美惠子）
- 哆啦A夢 (水田山葵版)（恰咪）
- 我們這一家（坂田〈小愛的媽媽〉）

2010年
- 料理偶像（クリケット）
- 寶石寵物 Twinkle☆（艾卡麗桃）
- 超級機械人大戰OG -The Inspector-（小黑、菈妲·拜拉邦）
- 魔法禁書目錄II（麗多薇雅·羅倫婕蒂）
- Heartcatch 光之美少女！（月影春菜）
- 變身！公主偶像（女王）

2011年
- 哈姆太郎[注 2]（瑪拉）
- NO.6（火藍）

2012年
- 足球騎士（逢澤驅的母親〈逢澤詠子〉[13]）
- 咬尾蟲（日语：おしりかじり虫）（救助君、櫻桃）
- 這樣算是殭屍嗎？OF THE DEAD（第10話的妄想優）
- 星光少女 極光之夢（高峰安娜〈美音的母親〉）

2014年
- 星光樂園（真中菈菈的母親）

2015年
- 怪盜Joker Season 2（潘朵拉女王[14]）
- 星光樂園（白貓熊）
- 神奇寶貝XY（八汐）
- 神奇寶貝XY&Z（八汐）

2016年
- Rewrite（神戶理香子）

2017年
- Rewrite 2nd Season -Moon篇 Terra篇-（神戶理香子）
- 魔法使的新娘（茉莉）
- 麵包超人（紅精靈〈代替〉[注 3]）
- 忍者亂太郎的宇宙大冒險 with CosmicFront☆NEXT（日语：コズミックフロント☆NEXT） 向138億年前一飛?! 之卷（創造女神）

2018年
- 魔法禁書目錄III（麗多薇雅·羅倫婕蒂）

2019年
- 粉彩回憶（科學者）
- POP TEAM EPIC SP 白虎篇（PIPI美〈第14話A章節〉[15][16]）

2024年
- 亂馬1/2（第2作）（珊璞[17]）

2025年
- 保齡球少女！（夏夢[18]）

### 電影動畫
1988年
- 劇場版 小豬萬萬歲（小玉）
- 佩約羅家族晉見！（日语：ぴーひょろ一家）

1989年
- 麵包超人系列（奶油妹妹）[注 4]
  - 第23部：可可林與奇跡之星大救援（日语：それいけ!アンパンマン すくえ! ココリンと奇跡の星）（評議員）
- 五星物語（法緹瑪·可羅索）
- 美樂蒂的小紅帽（美樂蒂）
- 魔女宅急便（吉吉[19]）

1990年
- 老爺爺改造講座（日语：おじさん改造講座）（旁白）

1991年
- 亂馬½：中國寢崑崙大決戰！規則無視的激鬥篇!!（日语：らんま1/2 中国寝崑崙大決戦! 掟やぶりの激闘篇!!）（珊璞（日语：シャンプー (らんま1/2)））

1992年
- 機動戰士鋼彈0083：吉翁的殘光（妮娜·帕布魯頓）
- 劇場版 金魚注意報（ぎょポ）
- 快樂的嚕嚕米一家：姆明谷的彗星（日语：楽しいムーミン一家 ムーミン谷の彗星）（小不點（英语：Little My））
- 亂馬½：決戰桃幻鄉！奪回新娘子!!（日语：らんま1/2 決戦桃幻郷! 花嫁を奪りもどせ!!）（珊璞）

1993年
- 哆啦A夢：大雄與白金迷宮（加里安夫人、迷你哆啦）

1994年
- 平成狸合戰（狸）
- 亂馬½：超無差別決戰！亂馬隊VS傳說的鳳凰（日语：らんま1/2 超無差別決戦! 乱馬チームVS伝説の鳳凰）（珊璞）

1995年
- 劇場版 小紅豆（榊原陽子[20]）
- 蠟筆小新：雲黑齋的野心（玲可·諾斯特、吹雪丸的母親）
- 2112年哆啦A夢的誕生（野比世修的母親）

1996年
- 哆啦A夢：大雄與銀河超特急（車內感應的聲音）
- 劇場版 魔法提琴手（賽澤）

1997年
- 哆啦A夢七小子：怪盜哆啦邦謎樣的挑戰書（綿綿、迷你哆啦）

1998年
- 新機動戰記鋼彈W 無盡的華爾茲 特別篇（瑪莉梅亞·克休里那達）

1999年
- 哆啦A夢七小子：點心娜娜王國（迷你哆啦）

2000年
- 劇場版 幸運女神（佩歐絲）
- 大雄的懷念奶奶（年幼時的源靜香）
- 哆啦A夢七小子：火車大暴走（迷你哆啦）
- 哆啦A夢：大雄的太陽王傳說（迷你哆啦）

2001年
- 劇場版 哈姆太郎系列[注 5]（瑪拉）
- 哆啦美與哆啦A夢七小子：宇宙樂園之千鈞一髮（迷你哆啦）

2002年
- 獸星記基爾斯汀（日语：ギルステイン）（席妮[21]）

2003年
- 名偵探柯南：迷宮的十字路（市佳代、遠山和葉〈少女時期〉）

2007年
- 肉桂狗 the Movie（卡布奇諾）

2008年
- 蠟筆小新：風起雲湧的金矛勇者（鼠爺）

2009年
- 福音戰士新劇場版：破（接線員）
- 哆啦A夢：新·大雄的宇宙開拓史（恰咪[22]）

2015年
- Wake Up, Girls！ 續·劇場版後篇：Beyond the Bottom（佐藤勝子〈Sapphire麗子〉）

### OVA
1985年
- Love Position 排球傳說（日语：ラブ・ポジション ハレー伝説）（虎馬由美[23]）

1986年
- 宇宙最強的粉紅衝擊（日语：コスモス・ピンクショック）（速水光子）
- 佛典物語（蘇亞塔（英语：Sujata (milkmaid)））

1987年
- JUNK BOY（日语：JUNK BOY）（神田美香）

1988年
- 宇宙戰士（卡門希妲·伊凡涅茲）
- 飛越巔峰（天野和美）
- 冥王計劃傑歐萊馬（席·亞嫣）

1989年
- 紅牙 Blue Sonnet（日语：紅い牙）（榛原奈留）
- 天使夜未眠（日语：アーシアン）（普蕾兒）
- 海闇月影（日语：海の闇、月の影）（小早川流水）
- 福星小子：與山羊笑一個（女學生）
- 福星小子：捉住那顆心
- 天使特警（夜川伶香）
- 華星夜曲（日语：華星夜曲）（娘 奈美）

1990年
- Goddam（日语：ガッデム）（安藤妙子）
- 幸福的形式（日语：しあわせのかたち）
- SOL BIANCA（日语：SOL BIANCA）（四月）
- 天外魔境 Ziria 自來也朧變（雪姬）
- 高校太保2（日语：ビー・バップ・ハイスクール）（千花）
- 羅德斯島戰記（菲安娜王女）

1991年
- 英雄凱傳莫載克（日语：英雄凱伝モザイカ）（梅諾莎）
- 機動戰士鋼彈0083：Stardust Memory（妮娜·帕布魯頓、預告旁白）
- 高橋留美子劇場 人魚之森（真人的母親）

1992年
- 天地無用！魎皇鬼（柾木船穗樹雷）
- 莉卡的星期天（日语：リカちゃんの日曜日）（泉）

1993年
- 特搜戰車隊DOMINION（日语：ドミニオン (漫画)#『特捜戦車隊ドミニオン』）（尾崎莉安娜）
- Dragon Half（日语：ドラゴンハーフ）（碧娜）
- 亂馬½ 珊璞暴變！反轉寶珠惹的禍（珊璞（日语：シャンプー (らんま1/2)））
- 亂馬½ 天道家混亂的聖誕節（珊璞）

1994年
- 青空少女隊（野格中尉）
- Cosmic Fantasy 銀河女豹的陷阱（日语：コズミック・ファンタジー）（宇宙海賊蓓魯珈[24]）
- 爆炎學園（日语：爆炎CAMPUSガードレス）（葵）
- 放學後的職員室（日语：放課後の職員室）（田村美穗）
- 我的美樂蒂之小心大野狼（美樂蒂）
- 亂馬½ 道場繼承者（珊璞）

1995年
- 精靈使（日语：精霊使い）（露羽）
- 彌涅耳瓦公主（ラクロア·バルビス）
- 亂馬½ SUPER 破戀洞的詛咒！吾愛永存（珊璞）

1996年
- 忍者龜 超人傳說篇（克莉絲·穆／暗黑穆）
- 魔法使俱樂部（深山瑞葉）
- 亂馬½ SUPER 兩個小茜「亂馬，看著我！」（珊璞）

1997年
- 新機動戰記鋼彈W Endless Waltz（瑪莉梅亞·克休里那達）
- AIKa（皇藍華）
- 魔域幽靈（莫莉卡·安斯蘭特）
- 超時空要塞Dynamite 7（サザピー）

1998年
- 超機動傳說Dinagiga（日语：超機動伝説ダイナギガ）（久慈彩香）
- 危險調查員（珍奈特·哈特）

2000年
- JoJo的奇妙冒險 ADVENTURE（空條赫莉）

2001年
- 校園外星人（廣中知紗、校長〈丘田知紗〉）
- 瑪琳與大和 不可思議的星期日（優美）

2002年
- 哈姆太郎的生日 ～尋找媽媽 三千走走～（瑪拉）

2003年
- 哈姆好友的尋寶大作戰 ～哈姆哈！美好的海邊暑假～（瑪拉）

2004年
- 哈姆好友與彩虹王國的王子殿下 ～世界第一的寶藏～（瑪拉）
- 哈姆好友的目標！哈姆哈姆金牌 ～跑吧！跑吧！大作戰！～（瑪拉）

2005年
- 超級機器人大戰ORIGINAL GENERATION THE ANIMATION（小黑）

2006年
- 秋之回憶 #5 中斷的影片 THE ANIMATION（雨宮瑞穗）

2010年
- 亂馬½ 惡夢！春眠香（日语：らんま1/2 悪夢!春眠香）（珊璞）

2011年
- 幸運女神 永遠的兩人（佩歐絲）

2014年
- 我的腦內戀礙選項（遊戲旁白）

### 遊戲
1990年
- Cosmic Fantasy 2 冒險少年潘（日语：コズミック・ファンタジー）（妮娜、妖姬魔爾根、嗶波）
- SOL BIANCA（日语：SOL BIANCA）（四月）
- 亂馬½（日语：らんま1/2 (PCエンジン)）（珊璞（日语：シャンプー (らんま1/2)））[注 6]

1991年
- 亂馬½ 囚禁的新娘（日语：らんま1/2 とらわれの花嫁）（珊璞）[注 6]

1992年
- Cosmic Fantasy Stories（日语：コズミック・ファンタジー）（妮娜、妖姬魔爾根、嗶波）
- 超時空要塞 永遠的情歌（米絲緹·克勞斯）
- 飛越巔峰 vol.1（天野和美）
- 彌涅耳瓦公主（拉克魯瓦·巴比斯）
- 亂馬½ 打倒，元祖無差別格鬥流！（日语：らんま1/2 打倒、元祖無差別格闘流!）（珊璞）[注 6]
- 亂馬½ 町內激鬥篇（日语：らんま1/2 町内激闘篇）（珊璞）[注 7]
- 亂馬½ 超技亂舞篇（珊璞）[注 7]
- 露娜 銀河之星（納露）

1993年
- （戴安娜·菲勒里亞、露珊·米爾菲德）
- Cosmic Fantasy 視覺集（日语：コズミック・ファンタジー）
- 誕生 ～Debut～（日语：誕生 〜Debut〜）（柿崎涼子）
- 飛越巔峰 vol.2（天野和美）
- 亂馬½ 白蘭愛歌（日语：らんま1/2 白蘭愛歌）（珊璞）[注 8]

1994年
- 風之傳說世外桃源II（日语：風の伝説ザナドゥ）（索菲亞）
- 亂馬½ 超技亂舞篇（珊璞）[注 7]

1995年
- 風之傳說世外桃源II（索菲亞）
- 亂馬½ 奥義邪暗拳（珊璞）[注 7]
- Linda³（日语：リンダキューブ）（江森幸子）

1996年
- 古大陸物語FX（露希達）
- 波波羅古洛伊斯物語（薩妮亞·帕卡普卡）
- 亂馬½ Battle Renaissance（珊璞）

1997年
- YU-NO 在這世界盡頭詠唱愛的少女（一條美月）
- 超級機器人大戰F（妮娜·帕布魯頓、天野和美）
- 續·初戀物語 ～修學旅行～（日语：続 初恋物語 〜修学旅行〜）（小牧瞳子）
- 古大陸物語 ～四種封印～（露希達）

1998年
- Guardian Recall ～守護獸召喚～（直江巴澄、朱雀）
- 櫻花大戰2 ～願君平安～（影山、水狐）
- 新世紀福音戰士 EVA和愉快的夥伴們（日语：新世紀エヴァンゲリオン エヴァと愉快な仲間たち）（天野和美、Extra）
- 超級機器人大戰F完結篇（妮娜·帕布魯頓、天野和美）
- 哆啦A夢：大雄與光之神殿（日语：ドラえもん2 のび太と光の神殿）（美娜）
- 公主戰記（日语：プリンセスクエスト）（帕魯）
- 巫紗的魔法物語（日语：ミサの魔法物語）（沙拉扎德·高純）
- 悠久幻想曲 2nd Album（日语：悠久幻想曲#悠久幻想曲 2nd Album）（橘由羅）
- Lululi la Luala（佛）

1999年
- SD鋼彈 G世代-ZERO（妮娜·帕布魯頓、妮琪·泰勒）
- 超級機器人大戰完全版（小黑）
- 北方戀曲（春野陽子）

2000年
- SD鋼彈 G世代-F（妮娜·帕布魯頓、妮琪·泰勒、瑪莉梅亞·克休里那達）
- 幸運女神大猜謎 ～戰鬥之翼～（佩歐絲）
- 高機動幻想 機甲槍兵（日语：高機動幻想ガンパレードマーチ）（陽子小杉）
- 超級機器人大戰α（小黑、妮娜·帕布魯頓、天野和美）
- Sorcerous Stabber ORPHEN 魔術士歐菲（瑟菲）
- 波波羅古洛伊斯物語II（薩妮亞·帕卡普卡、泉之妖精、幸運之神）
- 燃燒吧！正義學園（輕井澤桃）

2001年
- SD鋼彈 G世代-F.I.F（妮娜·帕布魯頓、妮琪·泰勒、瑪莉梅亞·克休里那達）
- 超級機器人大戰α外傳（小黑）
- 超級機器人大戰α for Dreamcast（小黑、妮娜·帕布魯頓、天野和美）
- 蜘蛛人（瑪莉·珍·華生、黑貓）

2003年
- 哆啦A夢：大家一起玩！迷你哆啦園地！（日语：ドラえもん みんなで遊ぼう!ミニドランド）（迷你哆啦）

2004年
- 超級機器人大戰MX（席·亞嫣）
- 全民高爾夫 Portable（凱莎琳）

2005年
- 超級機器人大戰MX Portable（席·亞嫣）
- 第3次超級機器人大戰α 終焉之銀河（天野和美）
- 秋之回憶 #5 中斷的影片（雨宮瑞穗）

2007年
- SD鋼彈 G世代 SPIRITS（妮娜·帕布魯頓、妮琪·泰勒）
- 新世紀福音戰士 戰鬥交響曲（日语：新世紀エヴァンゲリオン バトルオーケストラ）（天野和美）
- 超級機器人大戰OG ORIGINAL GENERATIONS（小黑、菈妲·拜拉邦）
- 超級機器人大戰OG外傳（小黑、菈妲·拜拉邦）

2008年
- 蠟筆小新：呼風喚雨的電影樂園大挑戰！（日语：クレヨンしんちゃん 嵐を呼ぶ シネマランド カチンコガチンコ大活劇!）（玲可·諾斯特）

2009年
- SD鋼彈 G世代 WARS（妮娜·帕布魯頓、妮琪·泰勒）
- 新世紀福音戰士 戰鬥交響曲 Portable（天野和美）

2010年
- 麵包超人 微笑派對（日语：アンパンマン にこにこパーティ）（奶油妹妹、DoReMi公主）

2011年
- SD鋼彈 G世代 WORLD（妮娜·帕布魯頓、妮琪·泰勒）

2012年
- 超級機器人大戰OG傳奇 魔裝機神II REVELATION OF EVIL GOD（小黑）

2013年
- 超級機器人大戰Operation Extend（小黑）[注 9]

2014年
- rewrite（神戶理香子）

2015年
- 超級機器人大戰OG THE MOON DWELLERS（小黑、菈妲·拜拉邦）
- 第3次超級機器人大戰Z 天獄篇（太田和美）
- 波波羅古洛伊斯牧場物語（日语：ポポロクロイス牧場物語）（王妃[25]）
- 擂台☆夢想 女子摔角大戰（日语：リング☆ドリーム 女子プロレス大戦）（Yui、岡部鸚哥）

2017年
- 超級機器人大戰X-Ω（日语：スーパーロボット大戦X-Ω）（天野和美）

2018年
- 超級機器人大戰X（小黑）

2019年
- 超級機器人大戰T（天野和美、小黑）
- 魔法禁書目錄 幻想收束（麗多薇雅·羅倫婕蒂[26]）

### 外語配音

#### 電影
- 英雄本色II（Jackie〈朱寶意〉）※BD、新DVD版。
- 萌芽（英语：Germinal (1993 film)）（Catherine Maheu〈Judith Henry〉）※VHS版。
- 天龍戰警（英语：Marked For Death）（Tracey Hatcher〈Danielle Harris〉）※朝日電視台版。
- 布偶占領曼哈頓（英语：The Muppets Take Manhattan）（珍妮〈朱莉安娜·唐納德（英语：Juliana Donald）〉）※CBS/Fox Video（英语：CBS/Fox Video）版。
- 地球之夜（英语：Night on Earth）（盲目女性〈Béatrice Dalle〉）
- 辛德勒的名單（Helen Hirsch〈Embeth Davidtz〉）
- 準午前十時（Mara Chaffee〈Lindsey Haun〉）※影碟版。
- 惡靈線索（英语：The Wicker Man (2006 film)）（威洛·伍德沃德修女〈凱特·碧雅漢（英语：Kate Beahan）〉）※影碟版。

#### 電視影集
- T·J·胡克（英语：Heather Locklear）（史黛西·謝里丹巡査〈海瑟·洛克萊〉）
- 白色巨塔（馬懿芬〈楊謹華〉）
- 體操公主（英语：Make It or Break It）（羅尼·克魯斯）

#### 動畫
- 家有阿貴（ATM提款機）
- 安潔拉·安娜康妲（英语：Angela Anaconda）（戈迪·萊茵哈特〈愛德華·格倫（英语：Edward Glen）〉）
- 大力士（英语：Hercules (1998 TV series)）（寧芙）
- 嚕嚕米：漫遊蔚藍海岸（英语：Moomins on the Riviera）（小不點（英语：Little My）〈露絲·吉布森（英语：Ruth Gibson）〉[27]）
- X戰警 (1994年東京電視台版)（莎拉）

### 布偶劇
- 和媽媽一起（日语：おかあさんといっしょ） 
- 兒童布偶劇場（日语：こどもにんぎょう劇場）「麥琪的禮物」（德拉、旁白 等）

### 廣播劇CD
- INFERIUS惑星戰史外傳 CONDITION GREEN（日语：インフェリウス惑星戦史外伝 CONDITION GREEN）（波拉·普雷立）
- 光之風（日语：風光る (渡辺多恵子の漫画)）（里）
- Cosmic Fantasy外傳 銀河商人的陷阱（日语：コズミック・ファンタジー）（宇宙海賊蓓魯珈）
- G奇幻漫畫CD精選 火焰之紋章 暗黑龍與光之劍（日语：ファイアーエムブレム 暗黒竜と光の剣 (漫画)）（席達（日语：シーダ）[28]、少年時期的瑪爾斯（日语：マルス (ファイアーエムブレム)））
- CD劇場 勇者鬥惡龍V（日语：CDシアター ドラゴンクエスト）（瑪莎、史菈琳）
- 心靈調査室OFFICE麗（日语：心霊調査室OFFICE麗）（煌美麗）
- 零式戰鬥（日语：ゼロイン）（藤田七實）
- 魔法提琴手（賽澤）
- [注 10]（尼僧）
- 遙遠國度物語（日语：はるか遠き国の物語）（亞妮絲·約尼斯）
- 火焰之紋章 啟程之章（日语：ファイアーエムブレム 旅立ちの章）（妮娜）

### CD唱片
- （藤江田純子）
- 育龍戰記2（日语：サンサーラ・ナーガ2）（甘露）
- CD劇場 勇者鬥惡龍（日语：CDシアター ドラゴンクエスト）（V·史拉林、瑪莎）
- CD廣播劇 TARAKO PAPPARA PARADISE（索菲亞）
- CD廣播劇 風之傳說世外桃源II 女主角們的生日（日语：風の伝説ザナドゥ）（索菲亞）
- CD Book 魔法提琴手（賽澤）
- 進研講座（日语：進研ゼミ）
- FALCOM SPECIAL BOX '95 CD廣播劇 風之傳說世外桃源II（日语：風の伝説ザナドゥ）（索菲亞）
- （1983年2月25日發行，CLIMAX label）[注 11]
- （1983年9月發行，CLIMAX label）[注 12]

### 電視節目
- NHK綜合「Let's Go Young」（偶像歌手時期：Let's Go Young）
- 朝日電視台（2016年1月20日，節目嘉賓出演）

### 電視劇
- 第8話
- 高校聖夫婦（日语：高校聖夫婦）（大木戶新子）
- NHK綜合 銀河電視小說 漫畫之路（日语：まんが道）（女大學生）

### 其它
- 牙王物語 Adventure Road（NHK-FM廣播劇場，1988年4月18日－4月29日）－早苗
- （NHK教育，1988年4月－1990年3月）
- 今日料理入門（日语：きょうの料理ビギナーズ）（高木江、齋藤子〈第2代〉、濱江）
- 8686ch 戀旅「我們的彩紅」（摩符螺菜月）
- （女孩子的配音）
- 森林妖精（梅格）
- 三麗鷗角色「肉桂狗」（卡布奇諾）
- 三麗鷗角色「水怪（日语：ハンギョドン）」（小百合）
- 三麗鷗角色「布丁狗」（Scone）
- 看電視學講法語（日语：テレビでフランス語）（NHK教育，2008年度）
- 今日料理特別篇「回憶餐廳」（2009年8月26日，NHK教育）（旁白）
- 鈴木MR Wagon廣告（小不點（英语：Little My））
- 有聲劇場 名叫海賊的男人（日语：海賊とよばれた男）〈2014年配信〉（國岡由紀）[29]
- 伊勢半（日语：伊勢半）Heroine make廣告（伊麗莎白·姫子）
- 日本文化中心（日语：日本文化センター）廣告（旁白）
- Arsmagna－康斯坦丁的配音
- （東京電視台，2018年6月）－朗讀

## 音樂作品

### 角色歌曲
| 發行日期 | 標題                                      | 名義                 | 曲名                  | 備註                                                          |
| 1990年   | 1990年                                    | 1990年               | 1990年                | 1990年                                                        |
| -------- | ----------------------------------------- | -------------------- | --------------------- | ------------------------------------------------------------- |
| 4月21日  | 倫巴達☆RANMA                              | 亂馬的歌劇團御一行樣 | 「馬☆RANMA」          | 電視動畫《亂馬½》片尾主題曲                                   |
| 11月21日 | 亂馬的企劃音盤II 亂馬½ 歌曆 (平成3年度版) | DoCo                 | 「思出」              | 電視動畫《亂馬½》相關歌曲                                     |
| 11月21日 | 亂馬的企劃音盤II 亂馬½ 歌曆 (平成3年度版) | 亂馬的歌劇團御一行樣 | 「」                  | 電視動畫《亂馬½》相關歌曲                                     |
| 1991年   |                                           |                      |                       |                                                               |
| 1月21日  | 滿滿的回憶                                | DoCo                 | 「思出」              | OVA《亂馬½》片頭主題曲                                        |
| 1月21日  | 滿滿的回憶                                | 帶子                 | 「」                  | 電視動畫《亂馬½》相關歌曲                                     |
| 7月21日  | 亂馬的企劃音盤III 亂馬½ DoCo First        | DoCo                 | 「僕」                | OVA《亂馬½》片頭主題曲                                        |
| 7月21日  | 亂馬的企劃音盤III 亂馬½ DoCo First        | DoCo                 | 「赤靴SUNDAY」        | OVA《亂馬½》片尾主題曲                                        |
| 7月21日  | 亂馬的企劃音盤III 亂馬½ DoCo First        | DoCo                 | 「」                  | 電影動畫《亂馬½：超無差別決戰！亂馬隊VS傳說的鳳凰》片尾主題曲 |
| 7月21日  | 亂馬的企劃音盤III 亂馬½ DoCo First        | DoCo                 | 「少坂道」            | OVA《亂馬½》片尾主題曲                                        |
| 7月21日  | 亂馬的企劃音盤III 亂馬½ DoCo First        | DoCo                 | 「彼」                | OVA《亂馬½》片尾主題曲                                        |
| 1994年   |                                           |                      |                       |                                                               |
| 12月16日 | 亂馬½ DoCo☆Second                         | DoCo                 | 「清正」              | OVA《亂馬½》片尾主題曲                                        |
| 12月16日 | 亂馬½ DoCo☆Second                         | DoCo                 | 「授業中小校」        | OVA《亂馬½》片頭主題曲                                        |
| 12月16日 | 亂馬½ DoCo☆Second                         | DoCo                 | 「終夏休」            | 電影動畫《亂馬½：超無差別決戰！亂馬隊VS傳說的鳳凰》片頭主題曲 |
| 12月16日 | 亂馬½ DoCo☆Second                         | DoCo                 | 「空」                | OVA《亂馬½》片頭主題曲                                        |
| 12月16日 | 亂馬½ DoCo☆Second                         | DoCo                 | 「消」                | OVA《亂馬½》片尾主題曲                                        |
| 12月16日 | 亂馬½ DoCo☆Second                         | DoCo                 | 「想 (Live Version)」 | OVA《亂馬½》片頭主題曲                                        |

## 腳註

## 外部連結
- 官方網站 （日語）
- （日語）－佐久間玲的官方個人網站。
- 佐久間玲的X（前Twitter） （日語）